# Dickinson (cràter)
Dickinson és un cràter d'impacte en el planeta Venus de 67,5 km de diàmetre. Porta el nom d'Emily Dickinson (1830-1886), poetessa estatunidenca, i el seu nom va ser aprovat per la Unió Astronòmica Internacional el 1985.
El cràter és complex, caracteritzat per un anell central parcial i un sòl inundat per materials foscs i brillants al radar. L'hummock, ejeccions de textures grogues, s'estén al voltant del cràter excepte a l'oest. La manca d'ejeccions cap a l'oest pot indicar que l'objecte que va produir el cràter va caure en direcció obliqua des de l'oest. L'extens material brillant al radar que emana de les parets orientals del cràter pot representar grans volums de material fos per l'impacte, o pot ser el resultat del material volcànic alliberat del subsòl durant l'esdeveniment de cràter.